# Vuorela skolhem
Vuorela skolhem (finska: Vuorelan koulukoti) är en av sammanlagt sex finska skolhem som övervakas av Utbildningsstyrelsen och Institutet för hälsa och välfärd. Skolhemmet är beläget i Vichtis i landskapet Nyland. Statens skolhem är riksomfattande serviceproducenter inom den grundläggande utbildningen för krävande vård utanför hemmet.
Vuorela skolhem är en värdefull kulturmiljö av riksintresse och därför skyddat.

## Historia
Staten fick Vuorela som flickornas skydd- och skolhem redan år 1891. Skolhemmet är den första i Finland som var avsett endast för flickor. Skolans byggnader har byggts i slutet av 1800-talet och i början av 1900-talet. Vuorelaskolhemmets första ledare hette Hanna Hernberg. Hernberg besökte utbildningsinstitutionen Holstejnminden i Danmark. Hon fick nya kunskaper därifrån för att leda Vuorela i Finland. Hernberg bodde nära Vuorela i Villa Solmila.
Under första byggnadsskedet på 1890-talet byggdes enheterna Vanhala, Miehelä och Johtola. Byggnaden som heter Opistola färdigställdes i början av 1900-talet och på 1930- och 1950-talet har man även byggt till byggnader. Vanhala och Miehelä ritades av arkitekterna Theodor Decker och Sebastian Gripenberg. Opistola och Johtola ritades av Hugo Lindberg och Sebastian Gripenberg.